# Міжнародні олімпіади школярів
Міжнародні олімпіади школярів — це група всесвітніх щорічних змагань у різних сферах формальних, природничих і соціальних наук. До змагань приїжджають 4-6 найкращих учнів середніх шкіл з кожної країни-учасниці, відібраних на внутрішніх національних олімпіадах, за винятком IOL, де допускаються дві команди від країни, IOI, що дозволяє двом командам з країни-господаря, і IJSO, який призначений для молодших школярів. Перші олімпіади були обмежені Східним блоком, але пізніше вони поступово поширилися на інші країни.

## Огляд
Самі олімпіади є окремими змаганнями, кожна з яких має свій власний організаційний комітет, навіть якщо їх всі узагальнено називають "міжнародні олімпіади школярів". Цілями кожної олімпіади є сприяння кар'єрі в науці; кинути виклик найталановитішим студентам з усього світу; і порівняти різні системи навчання в кожній країні. Незважаючи на те, що змагання розраховані на учнів середньої школи, складність завдань надзвичайно висока. В багатьох країнах гарний результат на міжнародній олімпіаді гарантує вступ до університету без іспитів. Наприклад, Массачусетський технологічний інститут і Кембриджський університет щороку набирають велику кількість переможців міжнародних олімпіад. 

## Міжнародні учнівські олімпіади
Існує 14 загальновизнаних міжнародних учнівських олімпіад:
| Номер | Наука                                            | символ | рік         |
| ----- | ------------------------------------------------ | ------ | ----------- |
| 1     | Міжнародна математична олімпіада                 | ІМО    | з 1959 року |
| 2     | Міжнародна олімпіада з фізики                    | IPhO   | з 1967 року |
| 3     | Міжнародна олімпіада з хімії                     | ІХО    | з 1968 року |
| 4     | Міжнародна олімпіада з інформатики               | IOI    | з 1989 року |
| 5     | Міжнародна олімпіада з біології                  | IBO    | з 1990 року |
| 6     | Міжнародна олімпіада з філософії                 | IPO    | з 1993 року |
| 7     | Міжнародна олімпіада з астрономії                | IAO    | з 1996 року |
| 8     | Міжнародна олімпіада з географії                 | iGeo   | з 1996 року |
| 9     | Міжнародна олімпіада з лінгвістики               | ІОЛ    | з 2003 року |
| 10    | Міжнародна юнацька природнича олімпіада          | IJSO   | з 2004 року |
| 11    | Міжнародна олімпіада з наук про Землю            | IESO   | з 2007 року |
| 12    | Міжнародна олімпіада з астрономії та астрофізики | IOAA   | з 2007 року |
| 13    | Міжнародна олімпіада з історії                   | IHO    | з 2015 року |
| 14    | Міжнародна олімпіада з економіки                 | IEO    | з 2018 року |